# Takaya Oishi
Takaya Oishi (født 7. juli 1972) er en tidligere japansk fodboldspiller.
Han har spillet for flere forskellige klubber i sin karriere, herunder Verdy Kawasaki og Sanfrecce Hiroshima.